# Salomon van Maldeghem

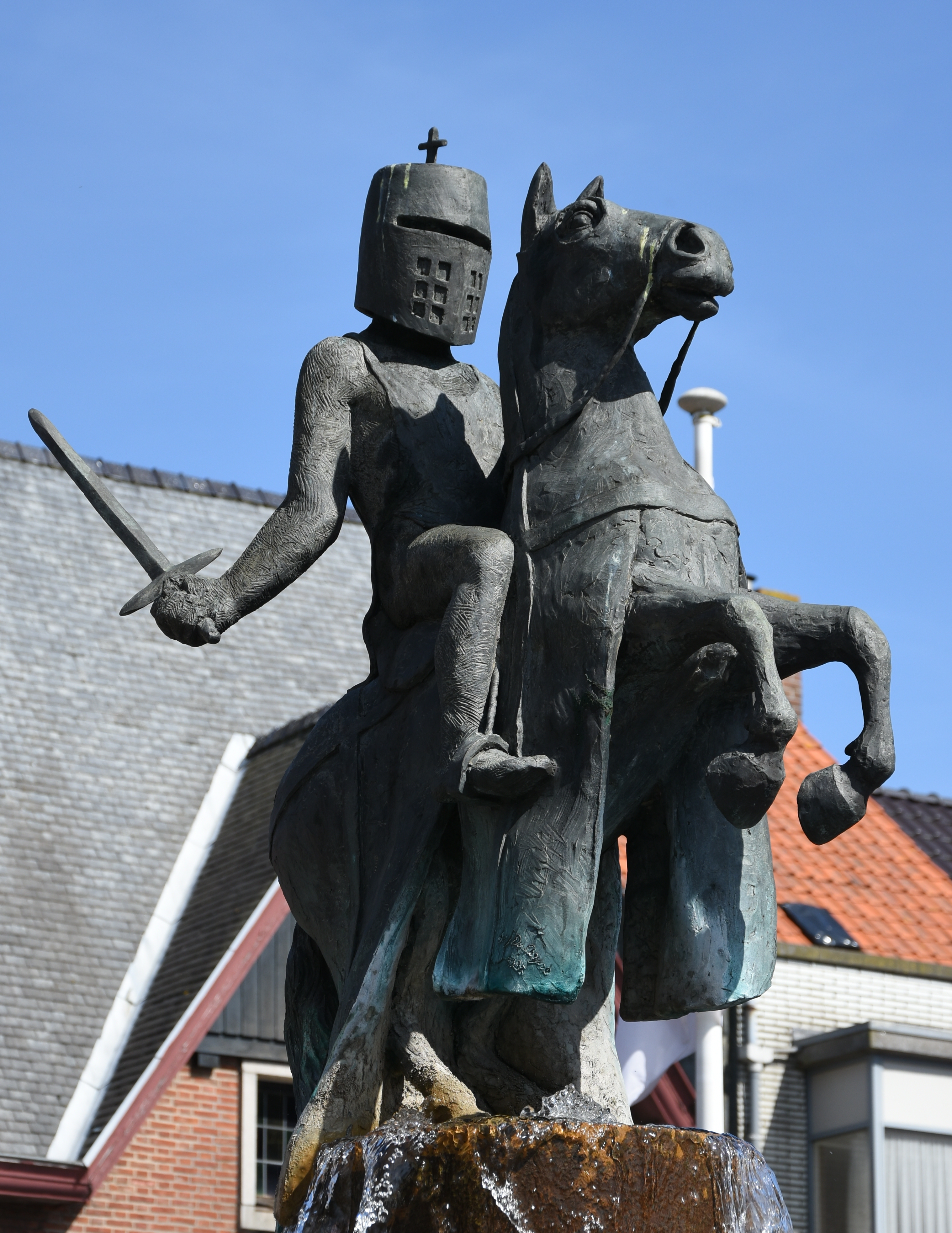
Salomon van Maldeghem

Salomon van Maldeghem was een kastelein van Maldegem. Hij nam in 1096 deel aan de Eerste Kruistocht, onder de leiding van graaf Robrecht II.
Zijn standbeeld versiert de markt van Maldegem.

## Referentie
- Dit artikel of een eerdere versie ervan is (gedeeltelijk) afgesplitst vanaf een ander artikel op de Nederlandstalige Wikipedia, dat onder de licentie Creative Commons Naamsvermelding/Gelijk delen valt. Zie deze pagina voor de bewerkingsgeschiedenis.